# ماریا د فیلیپی
ماریا دِ فیلیپی (ایتالیایی: Maria De Filippi؛ زادهٔ ۵ دسامبر ۱۹۶۱) شخصیت و مجری تلویزیون اهل ایتالیا و صاحب شرکت تولید تلویزیونی فاسچینو پی‌جی‌تی است. او به‌عنوان یکی از محبوب‌ترین مجریان در ایتالیا شناخته می‌شود. وی در میلان در منطقه لمباردی به دنیا آمد اما در پاویا بزرگ شد، جایی که خانواده‌اش زمانی که او ده ساله بود، به آنجا نقل مکان کردند. تا زمان درگذشتش در سال ۲۰۲۳، او با مجری تاک‌شو مائوریتسیو کوستانتسو ازدواج کرده بود و یک پسر خوانده داشت.
از فیلم‌ها یا مجموعه‌های تلویزیونی که وی در آن‌ها نقش داشته‌است، می‌توان به سرانجام، خوشبختی اشاره نمود.